# Бай-Дагский сумон
Бай-Дагский сумон — административно-территориальная единица (сумон) и муниципальное образование со статусом сельского поселения в Эрзинском кожууне Республики Тыва Российской Федерации.
Административный центр и единственный населённый пункт сумона — село Бай-Даг.

## История
Бай-Даг (в переводе Богатая гора) в Эрзинском районе, раньше имела название Кок-Даш (Синий камень). Из названия можно понять, как вырос село в сравнении с прошлым.

## Экономика
СПК "Бай-Хол", крупнейший сельский совхоз в республике Тыва образовался в селе Бай-Даг.

## Население
| 2017 | 2018  |
| ---- | ----- |
| 1307 | ↗1315 |